# Proutia comitella
Proutia comitella is een vlinder uit de familie zakjesdragers (Psychidae). De wetenschappelijke naam van deze soort is voor het eerst geldig gepubliceerd in 1853 door Bruand.
De soort komt voor in Europa.